# كسوف الشمس 10 مارس 2100
كسوف الشمس 10 مارس 2100 سيحدث كسوف حلقي للشمس في 10 مارس 2100. يحدث كسوف الشمس عندما يمر القمر بين الأرض والشمس، وبذلك يحجب صورة الشمس كليًا أو جزئيًا عن مشاهد في الأرض. يحدث الكسوف الحلقي للشمس عندما يكون القطر الظاهر للقمر أصغر من قطر الشمس، مما يحجب معظم ضوء الشمس ويتسبب في ظهور الشمس كحلقة. يظهر الكسوف الحلقي على شكل كسوف جزئي فوق منطقة من الأرض يبلغ عرضها آلاف الكيلومترات.
سينتقل مسار الكسوف الحلقي من إندونيسيا عند شروق الشمس، وعبر شمال غرب الولايات المتحدة عند غروب الشمس.
سيكون الكسوف مرئيًا فوق إندونيسيا والمحيط الهادئ غرب خط التوقيت الدولي، في صباح يوم الخميس 11 مارس 2100، والمحيط الهادئ شرق خط التوقيت الدولي وأمريكا الشمالية بعد ظهر يوم الأربعاء 10 مارس 2100 . سيكون مسار الحلقي مرئيًا في تلك المواقع.

## كسوفات وخسوفات أخرى

### كسوف الشمس 2098-2100
هذا الكسوف هو جزء من دورة semester . يتكرر الكسوف في دورة semester كل 177 يومًا تقريبًا 4 ساعات في العقد المتناوبة من مدار القمر.
| 121 | أبريل 1، 2098 كسوف جزئي | 126 | سبتمبر 25، 2098 كسوف جزئي |
| 131 | مارس 21، 2099 كسوف حلقي | 136 | سبتمبر 14، 2099 كسوف كلي  |
| 141 | مارس 10، 2100 كسوف حلقي | 146 | سبتمبر 4، 2100 كسوف كلي   |

### دورة Inex
هذا الكسوف هو جزء من دورة inex طويلة ، يتكرر الكسوف في العقد المتناوبة، كل 358 شهرًا سينوديًا (≈ 10،571.95 يومًا، أو 29 عامًا ناقص 20 يومًا).
| أحداث دورة Inex بين عامي 1901 و2100: | أحداث دورة Inex بين عامي 1901 و2100: | أحداث دورة Inex بين عامي 1901 و2100: |
| ------------------------------------ | ------------------------------------ | ------------------------------------ |
| 9 يوليو 1926 (ساروس 135)             | 20 يونيو 1955 (ساروس 136)            | 30 مايو 1984 (ساروس 137)             |
| 10 مايو 2013 (ساروس 138)             | 20 أبريل 2042 (ساروس 139)            | 31 مارس 2071 (ساروس 140)             |
| 10 مارس 2100 (ساروس 141)             |                                      |                                      |

## روابط خارجية
- Earth visibility chart and eclipse statistics Eclipse Predictions by Fred Espenak، ناسا/GSFC
  - Google interactive map
  - Besselian elements